# Bogdan Pavlović
Bogdan Pavlović (2 maggio 1998) è un giocatore di football americano serbo, che gioca nel ruolo di wide receiver per gli Jagodina Black Hornets.
Nel 2018 ha ricevuto dalla città di Jagodina il "Premio d'Ottobre"